# Euplectella aspergillum
Корзинка Венеры (лат. Euplectella aspergillum; англ. Venus' flower basket )  — вид морских губок из отряда Lyssacinosida класса шестилучевых, или стеклянных губок. Высота представителей вида варьируется в пределах 10–30 см, но бывают случаи, когда отдельные экземпляры достигают высоты до 1,3 м. Распространена в восточной акватории Индийского и западной Тихого океанов. Обитает на глубоководных равнинах шельфов материков и островов. Обитают эти губки в основном на глубине более 500 метров. 
В их корзинках можно найти различных морских обитателей. Некоторые из них предпочитают жить вблизи скоплений губок, где всегда можно найти пищу, например, в виде других жителей этих колоний, а для кого-то Корзинка Венеры становится постоянным домом. Так, креветок семейства Spongicolidae редко можно встретить вне полости стеклянных губок. Еще в молодом возрасте они поселяются там в поисках пищи, растут, линяют и из-за своих размеров во взрослом возрасте уже не покидают свой дом. Особи данного вида живут не в одиночку, а в основном разнополыми парами, которые производят новое потомство, способное уплыть от родителей в поисках нового дома и своей пары.

## Подвиды
- E. a. aspergillum — район Филиппинских островов[2];
- E. a. australicum — глубоководные равнинные участки австралийского шельфа[3];
- E. a. indonesicum — прибрежные воды Малайзии и Яванское море[4];
- E. a. regalis — Индийский океан от Андаманских и Никобарских островов до Южной Австралии[5].